# Lista över fornlämningar i Ulricehamns kommun (Fänneslunda)
Lista över fornlämningar i Ulricehamns kommun (Fänneslunda) är en förteckning av ett urval av de fornlämningar som finns i Fänneslunda i Ulricehamns kommun.
| Namn             | Lämningstyp      | Tillkomsttid | Historisk indelning        | Plats | Läge                 | ID-nr          | Bild                                      |
| ---------------- | ---------------- | ------------ | -------------------------- | ----- | -------------------- | -------------- | ----------------------------------------- |
| Fänneslunda 1:1  | Stensättning     |              | Fänneslunda, Västergötland |       | 57.848369, 13.144726 | 10166600010001 | Ladda upp en bild av detta fornminne      |
| Fänneslunda 2:1  | Stensättning     |              | Fänneslunda, Västergötland |       | 57.847158, 13.144136 | 10166600020001 | Ladda upp en bild av detta fornminne      |
| Fänneslunda 3:1  | Stensättning     |              | Fänneslunda, Västergötland |       | 57.846022, 13.144238 | 10166600030001 | Ladda upp en bild av detta fornminne      |
| Fänneslunda 4:1  | Stensättning     |              | Fänneslunda, Västergötland |       | 57.845716, 13.145035 | 10166600040001 | Ladda upp en bild av detta fornminne      |
| Fänneslunda 5:1  | Kyrka/kapell     |              | Fänneslunda, Västergötland |       | 57.862077, 13.152639 | 10166600050001 | Ladda upp en till bild av detta fornminne |
| Fänneslunda 5:2  | Begravningsplats |              | Fänneslunda, Västergötland |       | 57.861994, 13.152769 | 10166600050002 | Ladda upp en bild av detta fornminne      |
| Fänneslunda 6:1  | Runristning      |              | Fänneslunda, Västergötland |       | 57.862627, 13.150208 | 10166600060001 | Ladda upp en bild av detta fornminne      |
| Fänneslunda 7:1  | Stenkammargrav   |              | Fänneslunda, Västergötland |       | 57.867890, 13.155007 | 10166600070001 | Ladda upp en bild av detta fornminne      |
| Fänneslunda 8:1  | Stensättning     |              | Fänneslunda, Västergötland |       | 57.865797, 13.158145 | 10166600080001 | Ladda upp en bild av detta fornminne      |
| Fänneslunda 9:1  | Stensättning     |              | Fänneslunda, Västergötland |       | 57.866680, 13.161400 | 10166600090001 | Ladda upp en bild av detta fornminne      |
| Fänneslunda 10:1 | Stensättning     |              | Fänneslunda, Västergötland |       | 57.871762, 13.169667 | 10166600100001 | Ladda upp en bild av detta fornminne      |
| Fänneslunda 11:1 | Stensättning     |              | Fänneslunda, Västergötland |       | 57.868373, 13.158667 | 10166600110001 | Ladda upp en bild av detta fornminne      |
| Fänneslunda 12:1 | Stensättning     |              | Fänneslunda, Västergötland |       | 57.868294, 13.157620 | 10166600120001 | Ladda upp en bild av detta fornminne      |
| Fänneslunda 17:3 | Hög              |              | Fänneslunda, Västergötland |       | 57.859448, 13.142389 | 10166600170003 | Ladda upp en bild av detta fornminne      |
| Fänneslunda 17:4 | Hög              |              | Fänneslunda, Västergötland |       | 57.859310, 13.142498 | 10166600170004 | Ladda upp en bild av detta fornminne      |
| Fänneslunda 17:5 | Hög              |              | Fänneslunda, Västergötland |       | 57.859224, 13.142655 | 10166600170005 | Ladda upp en bild av detta fornminne      |
| Fänneslunda 17:6 | Hög              |              | Fänneslunda, Västergötland |       | 57.859105, 13.142696 | 10166600170006 | Ladda upp en bild av detta fornminne      |